# Karpowka (obwód omski)
Karpowka (ros. Карповка) – wieś (sieło) w Rosji, w obwodzie omskim, w rejonie tawriczeskim. W 2021 liczyła 1305 mieszkańców.